# Éder Álvarez Balanta
Éder Fabián Álvarez Balanta, född 28 februari 1993, är en colombiansk fotbollsspelare (mittback) som spelar för América de Cali.

## Klubbkarriär
Den 2 september 2019 värvades Balanta av belgiska Club Brugge, där han skrev på ett treårskontrakt. Den 31 januari 2023 lånades Balanta ut till Bundesliga-klubben Schalke 04 på ett låneavtal över resten av säsongen.
Den 27 juni 2024 skrev Balanta på för colombianska América de Cali.

## Landslagskarriär
Balanta debuterade i Colombias landslag den 5 mars 2014 i en 1–1-match mot Tunisien. Han var uttagen i Colombias trupp till VM i fotboll 2014.